# کلی لین
کلی لین (انگلیسی: Kelly Lin؛ زادهٔ ۲۹ اکتبر ۱۹۷۲) یک هنرپیشه اهل ایالات متحده آمریکا است.